# Covingham
Covingham – osada i civil parish w Anglii, w hrabstwie ceremonialnym Wiltshire, w dystrykcie (unitary authority) Swindon. Leży 55 km na północ od miasta Salisbury i 112 km na zachód od Londynu.